# Проблема червя Мозера
Проблема червя Мозера — открытая проблема в геометрии, которую сформулировал австрийско-канадский математик Лео Мозером в 1966 году. Задача состоит в поиске области наименьшей площади, покрывающей любую плоскую кривую единичной длины . Здесь «покрыть» означает то, что кривая может быть повёрнута и перенесена параллельно, чтобы поместиться внутри области. В некоторых вариантах задачи область должна быть выпукла.

## Примеры
Например, диск радиуса 1/2 может вместить любую кривую длины 1, если разместить середину кривой в центре диска. Другое возможное решение имеет форму ромба с углами 60 и 120 градусов ({\displaystyle \pi /3} и {\displaystyle 2\pi /3} радиан) в вершинах и с длинной диагональю единичной длины. Но это не оптимальные решения, известны другие фигуры, которые решают задачу с меньшей площадью

## Свойства решения
Нетривиален факт, что решение существует — другой возможностью может быть существование минимальной области, к которой можно приблизиться в пределе, но не получить фактически. Однако, в выпуклом случае существование решения следует из теоремы выбора Бляшке.
Также нетривиально определить, образует ли заданная форма решение задачи. Герриетс и Пуул высказали предположение, что форма покрывает любую кривую единичной длины тогда и только тогда, когда покрывает любую ломаную линию единичной длины из трёх отрезков, но Панракса, Ветцель и Вичирамала показали, что никакое ограниченное число отрезков в ломаной не подходит для такого теста.

## Известные границы
Проблема остаётся открытой. Однако в ряде статей исследователи сузили разницу между известными нижней и верхней границами. В частности, Норвуд и Пуул построили (невыпуклое) универсальное покрытие и показали, что минимальная фигура имеет площадь не больше 0,260437; Норвуд, Пуул и Лейдакер дали менее оптимальную верхнюю границу. Для случая выпуклой фигуры Ванг улучшил верхнюю границу до 0,270911861. Хандхавит, Пагонакис и Срисвасди использовали стратегию минимакса для площади выпуклого множества, содержащего отрезок, треугольник и прямоугольник, чтобы показать, что нижней границей для выпуклого случая является 0,232239.
В 1970-х годах Джон Ветцель высказал гипотезу, что круговой сектор в 30 градусов единичного диаметра является искомым покрытием с площадью {\displaystyle \pi /12\approx 0{,}2618}. О доказательстве гипотезы независимо объявили Мовшович и Ветцель и Панракса и Вичирамала. Если доказательства будут подтверждены, верхняя граница для выпуклых покрывающих областей будет уменьшена примерно на 3 %.